# Malvaloca
Malvaloca es una obra de teatro en tres actos, escrita por los Hermanos Álvarez Quintero y estrenada el 7 de abril de 1912. La trama está inspirada en una copla tradicional malagueña.

## Argumento
Rosita, a la que todos llaman Malvaloca, es una mujer joven y bella, con no pocos hombres en su biografía. Esto le acarrea serios problemas de rechazo en la España pacata y puritana de la época. Rosita se enamora finalmente de Leonardo, un compañero de trabajo de uno de sus amantes y la pasión es correspondida. Sin embargo, pronto descubrirán el recelo y rencor que encuentra su amor entre todos los que los rodean.

## Representaciones destacadas

### Teatro
- 1912. Intérpretes: María Guerrero, Fernando Díaz de Mendoza, Emilio Thuillier, Emilio Mesejo, Felipe Carsí, Conchita Ruiz, María Cancio, Luisa García.
- 1914. Intérpretes: Rosario Pino.

### Cine
- 1926. Malvaloca (película de 1926). Dirección: Benito Perojo. Intérpretes: Manuel San Germán, Lidia Gutiérrez, Javier de Rivera, Florencia Bécquer, Joaquín Carrasco, Juan Manuel Figuera, Amalia Molina, Alfredo Hurtado.
- 1942. Malvaloca (película de 1942). Dirección: Luis Marquina. Intérpretes: Amparo Rivelles, Alfredo Mayo, Manuel Luna, Rosita Yarza, Nicolás D. Perchicot.
- 1954. Malvaloca (película de 1954). Dirección: Ramón Torrado. Intérpretes: Paquita Rico, Julia Caba Alba, Peter Damon, José Riesgo, Antonio Riquelme, Pilar Muñoz.

### Televisión
- 1963, en el espacio Primera fila, de TVE. Intérpretes: María Massip, Irene Daina, Juan Diego, Fernando Delgado, Rafaela Aparicio, Modesto Blanch.
- 1983, en el espacio Estudio 1, de TVE. Intérpretes: María Kosty, Manuel Tejada, Antonio Medina, Carmen Rossi, Violeta Cela, Luis Barbero.